# Dešná (district de Jindřichův Hradec)
Pour les articles homonymes, voir Dešná.
Dešná (en allemand : Döschen) est une commune du district de Jindřichův Hradec, dans la région de Bohême-du-Sud, en République tchèque. Sa population s'élevait à 597 habitants en 2020.

## Géographie
Dešná se trouve à 8 km au sud-sud-ouest de Jemnice (district de Třebíč), à 45 km au sud-est de Jindřichův Hradec, à 78 km à l'est de České Budějovice et à 148 km au sud-est de Prague.
La commune est limitée par Staré Hobzí, Jemnice et Pálovice au nord, par Menhartice, Lovčovice, Bačkovice et Lubnice à l'est, par Uherčice, Vratěnín et l'Autriche au sud, et par Županovice et Písečné à l'ouest.

## Histoire
La première mention écrite du village date de 1320.

## Administration
La commune se compose de sept quartiers :
- Bělčovice
- Chvalkovice u Dešná
- Dančovice
- Dešná
- Hluboká u Dačic
- Plačovice
- Rancířov